# Cúp bóng đá châu Phi 2023
Cúp bóng đá châu Phi 2023 (còn được gọi là AFCON 2023 hoặc CAN 2023) là Cúp bóng đá châu Phi lần thứ 34, diễn ra tại Bờ Biển Ngà từ ngày 13 tháng 1 đến ngày 11 tháng 2 năm 2024.
Phiên bản này của giải đấu ban đầu được lên kế hoạch là giải đấu thứ ba diễn ra vào mùa hè ở Bắc bán cầu kể từ năm 2019, nhằm giảm xung đột về lịch trình với các đội và giải đấu câu lạc bộ châu Âu. Tuy nhiên, giải đấu đã bị CAF hoãn lại đến ngày 13 tháng 1 - 11 tháng 2 năm 2024 vào ngày 3 tháng 7 năm 2022 do lo ngại về thời tiết mùa hè ở Bờ Biển Ngà, mặc dù giải đấu vẫn được tổ chức tên ban đầu cho mục đích tài trợ. Điều này diễn ra sau mùa giải trước vào năm 2021 ở Cameroon cũng được chuyển sang mùa đông ở Bắc bán cầu vì những lý do tương tự, mặc dù cùng với việc bị hoãn lại do tác động của COVID-19 đại dịch trên lịch CAF.
Senegal là đội đương kim vô địch, nhưng họ bị loại ở vòng 16 bởi nước chủ nhà Bờ Biển Ngà.

## Lựa chọn chủ nhà
Quyền đăng cai phiên bản này của giải đấu ban đầu được trao cho Guinea trong cuộc họp của ủy ban điều hành CAF vào ngày 20 tháng 9 năm 2014, đồng thời trao phiên bản 2019 cho Cameroon và mùa giải 2021 đến Bờ Biển Ngà. Vào thời điểm đó, việc công bố chủ nhà năm 2023 là đột xuất; Guinea là một trong những nhà thầu cho phiên bản 2019 và 2021, và theo khẳng định của CAF, trên cơ sở "cam kết và trình bày" của đất nước, ủy ban "đã quyết định thực thi quyền lực của mình để đưa ra quyết định ngay lập tức."
Cuộc họp của ủy ban điều hành CAF vào ngày 20 tháng 7 năm 2017 đã mang lại những thay đổi cho giải đấu trong tương lai, bao gồm việc tăng số đội tham gia vòng bảng từ 16 lên 24 kể từ phiên bản năm 2019. Với thông số kỹ thuật mới, Cameroon không thể đạt được thời hạn chuẩn bị cho phiên bản 2019 tiếp theo và bị tước quyền đăng cai vào ngày 30 tháng 11 năm 2018, với quyền đăng cai được chuyển giao cho Ai Cập vào ngày 8 tháng 1 năm 2019. Thay vào đó, Cameroon đã chọn và đăng cai tổ chức phiên bản năm 2021, dẫn đến việc chủ nhà năm 2021 ban đầu Bờ Biển Ngà tổ chức phiên bản năm 2023. Nhiệm vụ đăng cai của Guinea đã được lùi lại đến năm 2025, cho đến lúc đó đã có chủ nhà đột xuất, mặc dù cũng không thể sẵn sàng đúng thời gian và cuối cùng đã bị loại khỏi quyền đăng cai.
Mặc dù giải đấu vẫn giữ tên ban đầu là năm 2023 nhưng giải đấu đã được chuyển sang tháng 1–tháng 2 năm 2024 theo yêu cầu của Bờ Biển Ngà, để tránh mùa mưa nhiệt đới Tây và Trung Phi, thường đạt đỉnh điểm vào khoảng tháng 6–tháng 7.

## Marketing

### Tài trợ
| - TotalEnergies - 1XBET - Rexona | - Visa - Puma - Orange |

| - Air Côte d'Ivoire - Apsonic - Ecobank | - Razzl - Tecno |

| - Celeste - Porteo | - LONACI - Công nghệ thông minh |

### Linh vật

Akwaba, the official mascot of the 2023 Africa Cup of Nations

Ban tổ chức Cúp các quốc gia châu Phi 2023, thường được gọi là COCAN 2023, đã công bố giải đấu; "Akwaba", có nghĩa là "Chào mừng" trong ngôn ngữ Baoulé. Đó là con voi, biểu tượng động vật của Bờ Biển Ngà. Trang phục của nó giống với màu sân nhà của Bờ Biển Ngà.

### Trận bóng
Vào ngày 12 tháng 10 năm 2023, CAF và Puma đã công bố "Pokou" là quả bóng thi đấu phiên bản chính thức của giải đấu trước lễ bốc thăm cuối cùng của giải đấu. Cái tên này được chọn để vinh danh tiền đạo huyền thoại người Bờ Biển Ngà Laurent Pokou, người được biết đến ở địa phương với việc ghi 5 bàn trong chiến thắng 6–1 trước Ethiopia tại phiên bản 1970 của giải đấu đã cho đến nay đã giữ kỷ lục.

### Bài hát chính thức
Vào ngày 12 tháng 10 năm 2023, CAF đã công bố bài hát chính thức của cuộc thi trong buổi lễ bốc thăm chính thức. Bài hát có sự góp mặt của nghệ sĩ người Nigeria từng đoạt giải thưởng MTV Yemi Alade, rapper người Ai Cập Mohamed Ramadan và ban nhạc Ivorian Magic System. Với tiêu đề "Akwaba", có nghĩa là "chào mừng" trong ngôn ngữ Baoulé bản địa, bài quốc ca là sự kết hợp của Afrobeats, rap và zouglou trong một sự kết hợp âm nhạc được coi là vẫn cố thủ sâu sắc với truyền thống của các bài quốc ca trước đó của cuộc thi.

## Các đội tham dự

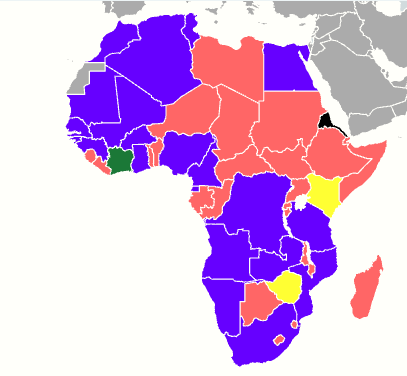
Chủ nhà
Vượt qua vòng loại
Không vượt qua vòng loại
Không tham dự hoặc không phải thành viên CAF
Bị cấm tham dự
Đội không phải thành viên CAF

Tất cả 54 đội đăng ký tham dự vòng loại ban đầu được tổ chức thành hai vòng như các kỳ trước vào năm 2019 và 2021. Réunion và Zanzibar không phải là thành viên chính thức của CAF và do đó đã bị loại khỏi sự tham gia. Eritrea rút lui sau lễ bốc thăm vòng một. Kenya và Zimbabwe đã bị FIFA đình chỉ thi đấu tại thời điểm bốc thăm vòng hai và bị loại khỏi cuộc thi sau khi án treo giò của họ không được dỡ bỏ kịp thời.
Trong vòng sơ loại, 12 đội có thứ hạng thấp nhất trong Bảng xếp hạng thế giới FIFA của tháng 12 năm 2021 đã thi đấu với nhau theo hệ thống loại trực tiếp với hai chân. Sáu đội thắng ở vòng sơ loại và 42 đội có thứ hạng cao hơn còn lại được rút thăm thành 12 nhóm 4 người vào tháng 4 năm 2022. Vòng thứ hai diễn ra từ tháng 6 năm 2022 đến tháng 9 năm 2023 theo thể thức vòng đôi. Đội nhất và nhì bảng từ tất cả 12 bảng, ngoại trừ Bảng H vòng loại Cúp bóng đá châu Phi 2023, đủ điều kiện tham dự vòng chung kết. Ngoài đội chủ nhà Bờ Biển Ngà, chỉ có một đội khác đủ điều kiện từ Bảng H.

### Các đội đủ điều kiện tham dự
Các đội sau đủ điều kiện tham dự giải đấu này mà không có quốc gia ra mắt lần đầu tiên kể từ mùa giải 2015. Mười bảy đội tham gia phiên bản gần đây nhất vào năm 2021 đã quay trở lại tham gia sự kiện này.
CHDC Congo, Nam Phi, Angola, Namibia và Tanzania đã trở lại giải đấu châu lục sau khi bỏ lỡ mùa giải 2021. Zambia đã trở lại sau gần chín năm vắng bóng tại sự kiện này. Mozambique xuất hiện lần thứ năm sau mười bốn năm vắng bóng.
Comoros không đủ điều kiện sau khi ra mắt vào năm 2021, trong khi Kenya và Zimbabwe bị loại do án treo giò của FIFA. Sudan, Malawi, Gabon, Sierra Leone và Ethiopia cũng không vượt qua được vòng loại sau khi góp mặt ở giải đấu năm 2021.
| Đội             | Điều kiện vượt qua vòng loại | Ngày vượt qua vòng loại | Số lần góp mặt | Lần tham dự gần nhất | Thành tích tốt nhất                                              |
| --------------- | ---------------------------- | ----------------------- | -------------- | -------------------- | ---------------------------------------------------------------- |
| Bờ Biển Ngà     | Chủ nhà Nhì Bảng H           | 30 tháng 1 năm 2019     | 25 lần         | 2021                 | Vô địch (1992, 2015)                                             |
| Maroc           | Nhất Bảng K                  | 24 tháng 3 năm 2023     | 19 lần         | 2021                 | Vô địch (1976)                                                   |
| Algérie         | Nhất Bảng F                  | 27 tháng 3 năm 2023     | 20 lần         | 2021                 | Vô địch (1990, 2019)                                             |
| Nam Phi         | Nhì Bảng K                   | 28 tháng 3 năm 2023     | 11 lần         | 2019                 | Vô địch (1996)                                                   |
| Sénégal         | Nhất Bảng L                  | 28 tháng 3 năm 2023     | 17 lần         | 2021                 | Vô địch (2021)                                                   |
| Burkina Faso    | Nhất Bảng B                  | 28 tháng 3 năm 2023     | 13 lần         | 2021                 | Á quân (2013)                                                    |
| Tunisia         | Nhất Bảng J                  | 28 tháng 3 năm 2023     | Ngày 21        | 2021                 | Vô địch (2004)                                                   |
| Ai Cập          | Nhất Bảng D                  | 14 tháng 6 năm 2023     | 26 lần         | 2021                 | Vô địch (1957, 1959, 1986, 1998, 2006, 2008, 2010)               |
| Zambia          | Nhất Bảng H                  | 17 tháng 6 năm 2023     | 18 lần         | 2015                 | Vô địch (2012)                                                   |
| Guinea Xích Đạo | Nhì Bảng J                   | 17 tháng 6 năm 2023     | 4 lần          | 2021                 | Hạng tư (2015)                                                   |
| Nigeria         | Nhất Bảng A                  | 18 tháng 6 năm 2023     | 20 lần         | 2021                 | Vô địch (1980, 1994, 2013)                                       |
| Guiné-Bissau    | Nhì Bảng A                   | 18 tháng 6 năm 2023     | 4 lần          | 2021                 | Vòng bảng (2017, 2019, 2021)                                     |
| Cabo Verde      | Nhì Bảng B                   | 18 tháng 6 năm 2023     | 4 lần          | 2021                 | Tứ kết (2013)                                                    |
| Mali            | Nhất Bảng G                  | 18 tháng 6 năm 2023     | 13 lần         | 2021                 | Á quân (1972)                                                    |
| Guinée          | Nhì Bảng D                   | 20 tháng 6 năm 2023     | ngày 14        | 2021                 | Á quân (1976)                                                    |
| Ghana           | Nhất Bảng E                  | 7 tháng 9 năm 2023      | 24 lần         | 2021                 | Vô địch (1963, 1965, [[Cúp bóng đá châu Phi 1978\|1978] ], 1982) |
| Angola          | Nhì Bảng E                   | 7 tháng 9 năm 2023      | 9 lần          | 2019                 | Tứ kết (2008, 2010)                                              |
| Tanzania        | Nhì Bảng F                   | 7 tháng 9 năm 2023      | 3 lần          | 2019                 | Vòng bảng (1980, 2019)                                           |
| Mozambique      | Nhì Bảng L                   | 9 tháng 9 năm 2023      | 5 lần          | 2010                 | Vòng bảng (1986, 1996, 1998, 2010)                               |
| CHDC Congo      | Nhất Nhóm I                  | 9 tháng 9 năm 2023      | 20 lần         | 2019                 | Vô địch (1968, 1974)                                             |
| Mauritanie      | Nhì Bảng I                   | 9 tháng 9 năm 2023      | 3 lần          | 2021                 | Vòng bảng (2019, 2021)                                           |
| Gambia          | Nhì Bảng G                   | 10 tháng 9 năm 2023     | 2 lần          | 2021                 | Tứ kết (2021)                                                    |
| Cameroon        | Nhất Bảng C                  | 12 tháng 9 năm 2023     | 21 lần         | 2021                 | Vô địch (1984, 1988, 2000, 2002, 2017)                           |
| Namibia         | Nhì Bảng C                   | 12 tháng 9 năm 2023     | 4 lần          | 2019                 | Vòng bảng (1998, 2008, 2019)                                     |

## Địa điểm
CAF đã đưa ra các yêu cầu sau đối với sáu sân vận động cho giải đấu lần này:
| Số lượng sân vận động | Công suất (Tối thiểu) |
| --------------------- | --------------------- |
| 2                     | 40.000                |
| 2                     | 20.000                |
| 2                     | 15.000                |

Vào tháng 9 năm 2017, chính phủ Bờ Biển Ngà đã phát động đấu thầu công khai các địa điểm tổ chức cuộc thi. Điều này bao gồm các yêu cầu đấu thầu công khai để cải tạo và mở rộng Sân vận động Felix Houphouët Boigny hiện có ở Abidjan và Stade de la Paix (Sân vận động Hòa bình) của Bouaké, đồng thời xây dựng các sân vận động mới ở Yamoussoukro cũng như các thành phố Korhogo và San -Pédro. Ba sân vận động mới sẽ có sức chứa 20.000 mỗi sân.Bản mẫu:Citation Need
Ngoài việc cải tạo hoặc xây dựng các sân vận động, gói thầu còn bao gồm việc cải tạo hoặc xây dựng các cơ sở đào tạo ở các thành phố đăng cai: 8 cơ sở ở Abidjan và 4 cơ sở ở Bouaké, Korhogo, Yamoussoukro và San-Pédro. Nó cũng bao gồm việc xây dựng 96 biệt thự (năm phòng cho mỗi biệt thự) ở những thành phố đó. Ngoài ra, các quốc gia đấu thầu đã được đệ trình để xây dựng một khách sạn ba sao gồm 50 phòng ở Korhogo.
| Sân vận động Alassane Ouattara                 | Sân vận động Félix Houphouët-Boigny | Sân vận động Hòa bình            |
| Sức chứa: 60.000                               | Sức chứa: 33.000                    | Sức chứa: 40.000                 |
|                                                |                                     |                                  |
| Korhogo                                        | San-Pédro                           | Yamoussoukro                     |
| Sân vận động Amadou Gon Coulibaly              | Sân vận động Laurent Pokou          | Sân vận động Charles Konan Banny |
| Sức chứa: 20.000                               | Sức chứa: 20.000                    | Sức chứa: 20.000                 |
| Tập tin:A football venue in Cote D'Ivoire.webp |                                     |                                  |

## Lễ khai mạc
Lễ khai mạc sân vận động bắt đầu lúc 17h25 với việc dàn dựng các nhóm hoạt hình và các hoạt động văn hóa kéo dài đến 20h. Các quan khách và quan chức đã chuẩn bị sẵn sàng cho đến khi trận khai mạc bắt đầu lúc 20h. Trong số các khách mời có thành viên của Liên đoàn bóng đá châu Phi (CAF), thành viên của đoàn ngoại giao, chủ tịch của các tổ chức lập pháp và tư pháp, thành viên chính phủ bao gồm chủ tịch COCAN 2023 và chủ tịch CAF và FIFA.

## Trọng tài
Vào ngày 12 tháng 9 năm 2023, tổng cộng 33 trọng tài, 33 trợ lý và 12 trợ lý trọng tài video (VAR) đã được xướng tên cho giải đấu.

### Trọng tài chính
- Redouane Jiyed
- Mustapha Ghorbal
- Peter Waweru
- Bamlak Tessema Weyesa
- Jean-Jacques Ndala Ngambo
- Amin Omar
- Dahane Beida
- Samir Guezzaz
- Boubou Traoré
- Abonile Tom
- Pierre Atcho
- Mahmood Ismail
- Alhadi Allaou Mahamat
- Issa Sy
- Ibrahim Mutaz
- Pacifique Ndabihawenimana
- Samuel Uwikunda
- Mohamed Maarouf
- Abdel Aziz Mohamed Bouh
- Patrice Tanguy Mebiame
- Omar Abdulkadir Artan
- Youcef Gamouh
- Jalal Jayed
- Ibrahim Kalilou Traoré
- Sadok Selmi
- Djindo Louis Houngnandande
- Messie Nkoukou
- Patrice Milazare
- Lahlou Benbraham
- Haythem Guirat
- Daniel Nii Laryea
- Mahmoud El Banna
- Ahmed Heerelal
- Bouchra Karboubi

### Trợ lý trọng tài
- Abbes Zerhouni
- Mokrane Gourari
- Ahmed Ibrahim
- Mahmoud Abouregal
- Azgaou Lahsen
- Mostafa Akarkad
- Emiliano Dos Santos
- Lopes Oliveira
- Djibril Camara
- Nouha Bangoura
- Ngoh Hermann
- Nouho Ouattara
- Zakhele Siwela
- Elvis Noupue
- Sourou Phatsoane
- Arsenio Maringule
- Ibrahim Mohamed
- Hassani Khalil
- Gilbert Cheruiyot
- Amsaed Essa
- Tiama Seydou
- Amaldin Souleimane
- Liban Abdoulrazack
- Ditsoga Marlene
- Dos Abdelmiro
- Kwasi Brobbey
- Ayimavo Eric
- Yiembe Stephen
- Dimbiniaina Andriatianarivelo
- Ahonto Koffi
- Steven Moutsassi
- Modibe Samake
- Zakaria Brinsi

### Trợ lý trọng tài video
- Lahlou Benbraham
- Mohamed Ashour
- Mahmoud El Banna
- Daniel Nii Laryea
- Ahmed Heerallal
- Maria Rivet
- Zakaria Brinsi
- Redouane Jiyed
- Salima Mukansanga
- Akhona Makalima
- Mohamed Ibrahim
- Haythem Guirat

## Bốc thăm
Lễ bốc thăm chung kết được tổ chức tại Parc des Expositions d'Abidjan ở Abidjan vào ngày 12 tháng 10 năm 2023. Sự kiện được tổ chức bởi nhạc sĩ người Mỹ gốc Senegal Akon, trong khi lễ bốc thăm được tiến hành bởi các cựu cầu thủ bóng đá châu Phi Didier Drogba  và Mikel John Obi, cùng với các cầu thủ quốc tế hiện tại Sadio Mané và Achraf Hakimi. 24 đội được chia thành sáu nhóm, mỗi nhóm bốn đội, với bốn nhóm ban đầu được xác định dựa trên tháng 9 năm 2023 Xếp hạng thế giới FIFA (hiển thị trong ngoặc đơn), được liệt kê bên dưới. Bờ Biển Ngà nghiễm nhiên được xếp làm hạt giống hàng đầu và được xếp vào vị trí A1 trong lễ bốc thăm với tư cách chủ nhà.
| Số 1 | Số 2                                                                                        | Số 3                                                                                                | Số 4                                                                                                 |
| --- | ------------------------------------------------------------------------------------------- | --------------------------------------------------------------------------------------------------- | --- |
| Bờ Biển Ngà (50) (chủ nhà) · Maroc (13) · Sénégal (20) (đương kim vô địch) · Tunisia (29) · Algérie (34) · Ai Cập (35) | Nigeria (40) · Cameroon (41) · Mali (49) · Burkina Faso (58) · Ghana (60) · CHDC Congo (64) | Nam Phi (65) · Cabo Verde (71) · Guinée (81) · Zambia (82) · Guinea Xích Đạo (92) · Mauritanie (99) | Guiné-Bissau (106) · Mozambique (113) · Namibia (114) · Angola (117) · Gambia (118) · Tanzania (122) |

## Vòng bảng
Tất cả thời gian đều tính theo địa phương, GMT (UTC±0).
Lịch thi đấu cho phiên bản này của giải đấu được công bố vào ngày 20 tháng 10 năm 2023, sau lễ bốc thăm vòng bảng.

### Người bẻ hòa
Các đội được xếp hạng theo điểm (3 điểm cho một trận thắng, 1 điểm cho một trận hòa, 0 điểm cho một trận thua).
Nếu hai đội bằng điểm, các tiêu chí tiebreak sau đây sẽ được áp dụng, theo thứ tự nhất định, để xác định thứ hạng (Quy định Điều 74):
1. Điểm trong trận đối đầu giữa hai đội bằng điểm;
2. Hiệu số bàn thắng bại trong tất cả các trận đấu vòng bảng;
3. Bàn thắng ghi được trong tất cả các trận đấu vòng bảng;
4. Rút thăm.

Nếu có nhiều hơn hai đội hòa nhau, các tiêu chí sau sẽ được áp dụng thay thế:
1. Điểm trong trận đấu giữa các đội bằng điểm;
2. Hiệu số bàn thắng bại trong các trận đấu giữa các đội bằng điểm;
3. Bàn thắng ghi được trong các trận đấu giữa các đội bằng điểm;
4. Nếu sau khi áp dụng tất cả các tiêu chí trên mà hai đội vẫn hòa nhau thì các tiêu chí trên lại được áp dụng cho các trận đấu giữa hai đội được đề cập. Nếu điều này không giải quyết được tỷ số hòa, ba tiêu chí tiếp theo sẽ được áp dụng;
5. Hiệu số bàn thắng bại trong tất cả các trận đấu vòng bảng;
6. Bàn thắng ghi được trong tất cả các trận đấu vòng bảng;
7. Rút thăm.

### Bảng A
Bản mẫu:2023 Africa Cup of Nations group tables
| Bờ Biển Ngà                 | 2–0      | Guiné-Bissau |
| --------------------------- | -------- | ------------ |
| - S. Fofana 4' - Krasso 58' | Chi tiết |              |

| Nigeria       | 1–1      | Guinea Xích Đạo |
| ------------- | -------- | --------------- |
| - Osimhen 38' | Chi tiết | - Salvador 36'  |

2023 Nhóm A của Cúp bóng đá châu Phi
2023 Nhóm A của Cúp bóng đá châu Phi
2023 Nhóm A của Cúp bóng đá châu Phi
2023 Nhóm A Cúp bóng đá châu Phi

### Bảng B
Bản mẫu:Bảng đấu Cúp bóng đá châu Phi 2023
Nhóm B của Cúp bóng đá châu Phi 2023
Nhóm B của Cúp bóng đá châu Phi 2023
Nhóm B Cúp bóng đá châu Phi 2023
Nhóm B của Cúp bóng đá châu Phi 2023
Nhóm B Cúp bóng đá châu Phi 2023
Nhóm B Cúp bóng đá châu Phi 2023

### Bảng C
Bản mẫu:Bảng đấu Cúp bóng đá châu Phi 2023
Nhóm C Cúp bóng đá châu Phi 2023
Nhóm C Cúp bóng đá châu Phi 2023
Nhóm C Cúp bóng đá châu Phi 2023
Bảng C Cúp bóng đá châu Phi 2023
Nhóm C Cúp bóng đá châu Phi 2023
Nhóm C Cúp bóng đá châu Phi 2023

### Bảng D
Bản mẫu:Bảng xếp hạng Cúp bóng đá châu Phi 2023
Bảng D tại Cúp bóng đá châu Phi 2023
Nhóm D2023 Cúp bóng đá châu Phi
Nhóm D
Bảng D
Nhóm D
Bảng D

### Bảng E
Bản mẫu:Bảng đấu Cúp bóng đá châu Phi 2023
2023 Cúp bóng đá châu Phi Nhóm E
2023 Cúp bóng đá châu Phi Nhóm E
2023 Cúp bóng đá châu Phi Nhóm E
2023 Cúp bóng đá châu Phi Nhóm E
2023 Cúp bóng đá châu Phi Nhóm E
2023 Cúp bóng đá châu Phi Nhóm E

### Bảng F
Bản mẫu:Bảng đấu Cúp bóng đá châu Phi 2023
Nhóm F Cúp bóng đá châu Phi 2023
Nhóm F Cúp bóng đá châu Phi 2023
Nhóm F Cúp bóng đá châu Phi 2023
Nhóm F Cúp bóng đá châu Phi 2023
Nhóm F Cúp bóng đá châu Phi 2023
Nhóm F Cúp bóng đá châu Phi 2023

### Xếp hạng các đội hạng ba
Bản mẫu:Bảng xếp hạng Cúp bóng đá châu Phi 2023

## Vòng đấu loại trực tiếp
|  | Vòng 16 đội                             | Vòng 16 đội                     |                                         |       | Tứ kết        | Tứ kết        |                                          |                                          | Bán kết | Bán kết |  |  | Chung kết | Chung kết |
|  |                                         |                                 |                                         |       |               |               |                                          |                                          |         |         |  |  |           |           |
|  | 27 January – Abidjan (Houphouet Boigny) |                                 |                                         |       |               |               |                                          |                                          |         |         |  |  |           |           |
|  |                                         |                                 |                                         |       |               |               |                                          |                                          |         |         |  |  |           |           |
|  | Nigeria                                 | 2                               |                                         |       |               |               |                                          |                                          |         |         |  |  |           |           |
|  | Nigeria                                 | 2                               | 2 February – Abidjan (Houphouet Boigny) |       |               |               |                                          |                                          |         |         |  |  |           |           |
|  | Cameroon                                | 0                               |                                         |       |               |               |                                          |                                          |         |         |  |  |           |           |
|  | Cameroon                                | 0                               | Nigeria                                 | 1     |               |               |                                          |                                          |         |         |  |  |           |           |
|  | 27 January – Bouaké                     |                                 | Nigeria                                 | 1     |               |               |                                          |                                          |         |         |  |  |           |           |
|  |                                         | Angola                          | 0                                       |       |               |               |                                          |                                          |         |         |  |  |           |           |
|  | Angola                                  | Angola                          | 0                                       | 3     |               |               |                                          |                                          |         |         |  |  |           |           |
|  | Angola                                  |                                 | 7 February – Bouaké                     | 3     |               |               |                                          |                                          |         |         |  |  |           |           |
|  | Namibia                                 | 0                               |                                         |       |               |               |                                          |                                          |         |         |  |  |           |           |
|  | Namibia                                 | 0                               | Nigeria (p)                             | 1 (4) |               |               |                                          |                                          |         |         |  |  |           |           |
|  | 29 January – Abidjan (Houphouet Boigny) |                                 | Nigeria (p)                             | 1 (4) |               |               |                                          |                                          |         |         |  |  |           |           |
|  |                                         | Nam Phi                         | 1 (2)                                   |       |               |               |                                          |                                          |         |         |  |  |           |           |
|  | Cabo Verde                              | Nam Phi                         | 1 (2)                                   | 1     |               |               |                                          |                                          |         |         |  |  |           |           |
|  | Cabo Verde                              | 3 February – Yamoussoukro       |                                         | 1     |               |               |                                          |                                          |         |         |  |  |           |           |
|  | Mauritanie                              | 0                               |                                         |       |               |               |                                          |                                          |         |         |  |  |           |           |
|  | Mauritanie                              | 0                               | Cabo Verde                              | 0 (1) |               |               |                                          |                                          |         |         |  |  |           |           |
|  | 30 January – San Pédro                  |                                 | Cabo Verde                              | 0 (1) |               |               |                                          |                                          |         |         |  |  |           |           |
|  |                                         | Nam Phi (p)                     | 0 (2)                                   |       |               |               |                                          |                                          |         |         |  |  |           |           |
|  | Maroc                                   | Nam Phi (p)                     | 0 (2)                                   | 0     |               |               |                                          |                                          |         |         |  |  |           |           |
|  | Maroc                                   |                                 | 11 February – Abidjan (Ouattara)        | 0     |               |               |                                          |                                          |         |         |  |  |           |           |
|  | Nam Phi                                 | 2                               |                                         |       |               |               |                                          |                                          |         |         |  |  |           |           |
|  | Nam Phi                                 | 2                               | Nigeria                                 | 1     |               |               |                                          |                                          |         |         |  |  |           |           |
|  | 30 January – Korhogo                    |                                 | Nigeria                                 | 1     |               |               |                                          |                                          |         |         |  |  |           |           |
|  |                                         | Bờ Biển Ngà                     | 2                                       |       |               |               |                                          |                                          |         |         |  |  |           |           |
|  | Mali                                    | Bờ Biển Ngà                     | 2                                       | 2     |               |               |                                          |                                          |         |         |  |  |           |           |
|  | Mali                                    | 3 February – Bouaké             |                                         | 2     |               |               |                                          |                                          |         |         |  |  |           |           |
|  | Burkina Faso                            | 1                               |                                         |       |               |               |                                          |                                          |         |         |  |  |           |           |
|  | Burkina Faso                            | 1                               | Mali                                    | 1     |               |               |                                          |                                          |         |         |  |  |           |           |
|  | 29 January – Yamoussoukro               |                                 | Mali                                    | 1     |               |               |                                          |                                          |         |         |  |  |           |           |
|  |                                         | Bờ Biển Ngà (s.h.p.)            | 2                                       |       |               |               |                                          |                                          |         |         |  |  |           |           |
|  | Sénégal                                 | Bờ Biển Ngà (s.h.p.)            | 2                                       | 1 (4) |               |               |                                          |                                          |         |         |  |  |           |           |
|  | Sénégal                                 |                                 | 7 February – Abidjan (Ouattara)         | 1 (4) |               |               |                                          |                                          |         |         |  |  |           |           |
|  | Bờ Biển Ngà (p)                         | 1 (5)                           |                                         |       |               |               |                                          |                                          |         |         |  |  |           |           |
|  | Bờ Biển Ngà (p)                         | 1 (5)                           | Bờ Biển Ngà                             | 1     |               |               |                                          |                                          |         |         |  |  |           |           |
|  | 28 January – San Pédro                  |                                 | Bờ Biển Ngà                             | 1     |               |               |                                          |                                          |         |         |  |  |           |           |
|  |                                         | CHDC Congo                      | 0                                       |       | Tranh hạng ba | Tranh hạng ba |                                          |                                          |         |         |  |  |           |           |
|  | Ai Cập                                  | CHDC Congo                      | 0                                       | 1 (7) | Tranh hạng ba | Tranh hạng ba |                                          |                                          |         |         |  |  |           |           |
|  | Ai Cập                                  | 2 February – Abidjan (Ouattara) | 2 February – Abidjan (Ouattara)         | 1 (7) |               |               | 10 February – Abidjan (Houphouet Boigny) | 10 February – Abidjan (Houphouet Boigny) |         |         |  |  |           |           |
|  | CHDC Congo (p)                          | 2 February – Abidjan (Ouattara) | 2 February – Abidjan (Ouattara)         | 1 (8) |               |               | 10 February – Abidjan (Houphouet Boigny) | 10 February – Abidjan (Houphouet Boigny) |         |         |  |  |           |           |
|  | CHDC Congo (p)                          | CHDC Congo                      | 3                                       | 1 (8) | Nam Phi (p)   | 0 (6)         |                                          |                                          |         |         |  |  |           |           |
|  | 28 January – Abidjan (Ouattara)         | CHDC Congo                      | 3                                       |       | Nam Phi (p)   | 0 (6)         |                                          |                                          |         |         |  |  |           |           |
|  |                                         | Guinée                          | 1                                       |       | CHDC Congo    | 0 (5)         |                                          |                                          |         |         |  |  |           |           |
|  | Guinea Xích Đạo                         | Guinée                          | 1                                       | 0     | CHDC Congo    | 0 (5)         |                                          |                                          |         |         |  |  |           |           |
|  | Guinea Xích Đạo                         |                                 |                                         | 0     |               |               |                                          |                                          |         |         |  |  |           |           |
|  | Guinée                                  | 1                               |                                         |       |               |               |                                          |                                          |         |         |  |  |           |           |
|  | Guinée                                  | 1                               |                                         |       |               |               |                                          |                                          |         |         |  |  |           |           |

### Vòng 16 đội
| Angola                         | 3–0      | Namibia |
| ------------------------------ | -------- | ------- |
| - Dala 38', 42' - Mabululu 66' | Chi tiết |         |

| Nigeria            | 2–0      | Cameroon |
| ------------------ | -------- | -------- |
| - Lookman 36', 90' | Chi tiết |          |

| Guinea Xích Đạo | 0–1      | Guinée       |
| --------------- | -------- | ------------ |
|                 | Chi tiết | - Bayo 90+8' |

| Ai Cập                                                                                     | 1–1 (s.h.p.) | CHDC Congo                                                                                     |
| ------------------------------------------------------------------------------------------ | ------------ | ---------------------------------------------------------------------------------------------- |
| - Mostafa 45+1' (ph.đ.)                                                                    | Chi tiết     | - Elia 37'                                                                                     |
| Loạt sút luân lưu                                                                          |              |                                                                                                |
| - Abdelmonem - Mostafa - Marmoush - Kamal - Hany - Hegazi - M. Fathi - Hamada - Abou Gabal | 7–8          | - Moutoussamy - Masuaku - Dianagana - Silas - Tshibola - Kalulu - Mbemba - Inonga Baka - Mpasi |

| Cabo Verde           | 1–0      | Mauritanie |
| -------------------- | -------- | ---------- |
| - Mendes 88' (ph.đ.) | Chi tiết |            |

| Sénégal                                         | 1–1 (s.h.p.) | Bờ Biển Ngà                                |
| ----------------------------------------------- | ------------ | ------------------------------------------ |
| - H. Diallo 4'                                  | Chi tiết     | - Kessié 86' (ph.đ.)                       |
| Loạt sút luân lưu                               |              |                                            |
| - Koulibaly - P. Sarr - Niakhaté - Dieng - Mané | 4–5          | - Pépé - Kouamé - Haller - Aurier - Kessié |

| Mali                                  | 2–1      | Burkina Faso         |
| ------------------------------------- | -------- | -------------------- |
| - E. Tapsoba 3' (l.n.) - Sinayoko 47' | Chi tiết | - Traoré 57' (ph.đ.) |

| Maroc | 0–2      | Nam Phi                       |
| ----- | -------- | ----------------------------- |
|       | Chi tiết | - Makgopa 57' - Mokoena 90+5' |

### Tứ kết
| Nigeria       | 1–0      | Angola |
| ------------- | -------- | ------ |
| - Lookman 41' | Chi tiết |        |

| CHDC Congo                                     | 3–1      | Guinée             |
| ---------------------------------------------- | -------- | ------------------ |
| - Mbemba 27' - Wissa 65' (ph.đ.) - Masuaku 82' | Chi tiết | - Bayo 21' (ph.đ.) |

| Mali           | 1–2 (s.h.p.) | Bờ Biển Ngà                    |
| -------------- | ------------ | ------------------------------ |
| - Dorgeles 71' | Chi tiết     | - Adingra 90' - Diakité 120+2' |

| Cabo Verde                                       | 0–0 (s.h.p.) | Nam Phi                             |
| ------------------------------------------------ | ------------ | ----------------------------------- |
|                                                  | Chi tiết     |                                     |
| Loạt sút luân lưu                                |              |                                     |
| - Bebé - Semedo - L. Duarte - Teixeira - Andrade | 1–2          | - Mokoena - Lepasa - Modiba - Mvala |

### Bán kết
| Nigeria                                            | 1–1 (s.h.p.) | Nam Phi                                 |
| -------------------------------------------------- | ------------ | --------------------------------------- |
| - Troost-Ekong 67' (ph.đ.)                         | Chi tiết     | - Mokoena 90' (ph.đ.)                   |
| Loạt sút luân lưu                                  |              |                                         |
| - Moffi - Omeruo - Aina - Troost-Ekong - Iheanacho | 4–2          | - Mokoena - Mayambela - Makgopa - Mvala |

| Bờ Biển Ngà  | 1–0      | CHDC Congo |
| ------------ | -------- | ---------- |
| - Haller 65' | Chi tiết |            |

### Tranh hạng ba
| Nam Phi                                                         | 0–0      | CHDC Congo                                                        |
| --------------------------------------------------------------- | -------- | ----------------------------------------------------------------- |
|                                                                 | Chi tiết |                                                                   |
| Loạt sút luân lưu                                               |          |                                                                   |
| - Mokoena - Sibisi - Monare - Modiba - Lepasa - Appollis - Xulu | 6–5      | - Moutoussamy - Mfulu - Bakambu - Kayembe - Mbemba - Wissa - Elia |

### Chung kết
| Nigeria            | 1–2      | Bờ Biển Ngà               |
| ------------------ | -------- | ------------------------- |
| - Troost-Ekong 38' | Chi tiết | - Kessié 62' - Haller 81' |

## Thống kê

### Cầu thủ ghi bàn
Có 119 bàn thắng được ghi sau 52 trận, trung bình 2,29 bàn mỗi trận.
5 bàn thắng
- Emilio Nsue

4 bàn thắng
- Gelson Dala
- Mostafa Mohamed

3 bàn thắng
- Baghdad Bounedjah
- Mabululu
- Bertrand Traoré
- Mohamed Bayo
- Lassine Sinayoko
- Ademola Lookman
- William Troost-Ekong

2 bàn thắng
- Ryan Mendes
- Yoane Wissa
- Jordan Ayew
- Mohammed Kudus
- Sébastien Haller
- Franck Kessié
- Lamine Camara
- Habib Diallo
- Teboho Mokoena
- Themba Zwane

1 bàn thắng
- Gilberto
- Zini
- Mohamed Konaté
- Jean-Charles Castelletto
- Frank Magri
- Karl Toko Ekambi
- Christopher Wooh
- Bebé
- Jamiro Monteiro
- Kevin Pina
- Garry Rodrigues
- Gilson Tavares
- Bryan Teixeira
- Meschak Elia
- Arthur Masuaku
- Chancel Mbemba
- Silas Katompa Mvumpa
- Omar Marmoush
- Mohamed Salah
- Trézéguet
- Jannick Buyla
- Pablo Ganet
- Josete Miranda
- Iban Salvador
- Ebrima Colley
- Ablie Jallow
- Alexander Djiku
- Aguibou Camara
- Zé Turbo
- Simon Adingra
- Oumar Diakité
- Seko Fofana
- Jean-Philippe Krasso
- Nene Dorgeles
- Hamari Traoré
- Sidi Bouna Amar
- Mohamed Dellahi Yali
- Aboubakary Koita
- Youssef En-Nesyri
- Achraf Hakimi
- Azzedine Ounahi
- Romain Saïss
- Hakim Ziyech
- Geny Catamo
- Clésio
- Reinildo Mandava
- Witi
- Deon Hotto
- Victor Osimhen
- Pape Gueye
- Sadio Mané
- Iliman Ndiaye
- Ismaïla Sarr
- Abdoulaye Seck
- Bằng chứng Makgopa
- Thapelo Maseko
- Percy Tau
- Simon Msuva
- Hamza Rafia
- Patson Daka
- Kings Kangwa

1 bàn phản lưới nhà
- Edmond Tapsoba (trong trận gặp Mali)
- Esteban Obiang (trong trận gặp Guinea-Bissau)
- James Gomez (trong trận gặp Cameroon)
- Opa Sanganté (trong trận gặp Nigeria)

## Bản quyền
BBC Radio và RFi đã giành được quyền phát sóng âm thanh phiên bản này của giải đấu.
Dưới đây là danh sách chủ sở hữu bản quyền phát sóng AFCON 2023:
| Lãnh thổ               | (Các) chủ bản quyền                         | Tham khảo.                |
| ---------------------- | ------------------------------------------- | ------------------------- |
| Algeria                | EPTV                                        | [ 60 ]                    |
| Andorra                | LaLiga+                                     | [ 61 ]                    |
| Angola                 | TPA                                         | [ 62 ]                    |
| Úc                     | beIN Sports                                 | [ 63 ]                    |
| Áo                     | Thể thao kỹ thuật số                        | [ 64 ]                    |
| Bỉ                     | RTBF                                        | [ 65 ]                    |
| Bosnia và Herzegovina  | Câu lạc bộ thể thao                         | [ 66 ]                    |
| Brazil                 | Band                                        | [ 67 ]                    |
| Bulgari                | Thể thao tối đa                             | [ 68 ]                    |
| Burkina Faso           | RTB                                         | [ 69 ]                    |
| Cameroon               | CRTV, Kênh 2                                | [ 70 ]                    |
| Canada                 | beIN Sports                                 | <tên giới thiệu="US"/>    |
| Capo Verde             | RTC                                         | [ 71 ]                    |
| Tchad                  | Télé Tchad                                  | <tên giới thiệu="AFR" />  |
| Croatia                | Câu lạc bộ thể thao                         | [ 66 ]                    |
| Cộng hòa Dân chủ Congo | RTNC                                        | <tên giới thiệu="AFR"/>   |
| Đan Mạch               | Viaplay                                     |                           |
| Ai Cập                 | Thể thao ngoài giờ                          |                           |
| Phần Lan               | Viaplay                                     |                           |
| Pháp                   | beIN Sports                                 |                           |
| Gabon                  | Gabon TV                                    | <tên giới thiệu="AFR"/>   |
| Gămbia                 | GRTS                                        | <tên giới thiệu="AFR"/>   |
| Đức                    | Thể thao kỹ thuật số                        | <tên giới thiệu="DACH"/>  |
| Ghana                  | GBC                                         | [ 72 ]                    |
| Guinea                 | RTG                                         | <tên giới thiệu="AFR"/>   |
| Guinea Bissau          | TGB                                         | <tên giới thiệu="AFR"/>   |
| Iceland                | Viaplay                                     |                           |
| Ấn Độ                  | FanCode                                     | [ 73 ]                    |
| Iran                   | Thể thao Perisiana, Poker TV                |                           |
| Ireland                | Sky Sports Ireland                          | [ 74 ]                    |
| Ý                      | Thể thao                                    | [ 75 ]                    |
| Bờ Biển Ngà            | RTI, NCI                                    | <tên giới thiệu="AFR"/>   |
| Israel                 | Kênh thể thao (Israel)                      | [ 76 ]                    |
| Kazakhstan             | MEGOGO                                      | [ 77 ]                    |
| Kenya                  | KBC                                         | <tên giới thiệu="AFR" />  |
| Liechtenstein          | Thể thao kỹ thuật số                        | <tên giới thiệu="DACH" /> |
| Luxembourg             | Thể thao kỹ thuật số                        | <tên giới thiệu="DACH" /> |
| Malawi                 | MBC                                         | [ 78 ]                    |
| Mali                   | ORTM                                        | <tên giới thiệu="AFR" />  |
| MENA                   | beIN Sports                                 | [ 79 ]                    |
| Montenegro             | Câu lạc bộ thể thao                         | [ 66 ]                    |
| Ma-rốc                 | SNRT                                        | [ 80 ]                    |
| Mozambique             | TVM, TV Miramar                             | [ 81 ] [ 82 ]             |
| Namibia                | NBC                                         | [ 83 ]                    |
| Hà Lan                 | Thể thao Ziggo                              | [ 84 ]                    |
| New Zealand            | beIN Sports                                 | <tên giới thiệu="AUS" />  |
| Nigeria                | NTA                                         | [ 85 ]                    |
| Bắc Macedonia          | Câu lạc bộ thể thao                         | [ 66 ]                    |
| Na Uy                  | Viaplay                                     |                           |
| Ba Lan                 | MEGOGO                                      | [ 86 ]                    |
| Bồ Đào Nha             | Truyền hình thể thao                        |                           |
| Nga                    | Okko thể thao                               | [ 87 ]                    |
| San Marino             | Thể thao                                    | <tên giới thiệu="ITA" />  |
| Sénégal                | RTS                                         | <tên giới thiệu="AFR" />  |
| Serbia                 | Câu lạc bộ thể thao                         | [ 66 ]                    |
| Slovenia               | Câu lạc bộ thể thao                         | [ 88 ]                    |
| Nam Phi                | Thể thao SABC                               | [ 89 ]                    |
| Tây Ban Nha            | LaLiga+                                     | [ 61 ]                    |
| Tây Sahara             | New World TV, Canal+, StarTimes, SuperSport | [ 90 ] [ 91 ] [ 92 ]      |
| Thụy Sĩ                | Thể thao kỹ thuật số                        | <tên giới thiệu="DACH" /> |
| Thụy Điển              | Viaplay                                     |                           |
| Tanzania               | TBC, Azam TV                                | [ 93 ]                    |
| Togo                   | TVT, New World TV                           |                           |
| Thổ Nhĩ Kỳ             | TV8.5, S Sport, Exxen                       | [ 94 ]                    |
| Uganda                 | UBC, Sanyuka TV                             | [ 95 ]                    |
| Ukraina                | MEGOGO                                      | [ 96 ]                    |
| Vương quốc Anh         | BBC Ba, Sky Sports                          | [ 58 ] [ 97 ]             |
| Hoa Kỳ                 | beIN Sports                                 | [ 98 ]                    |
| Zambia                 | ZNBC, Diamond TV                            | [ 70 ] [ 99 ]             |
| Zimbabwe               | ZBC                                         | <tên giới thiệu="AFR"/>   |